# 大河津可動堰

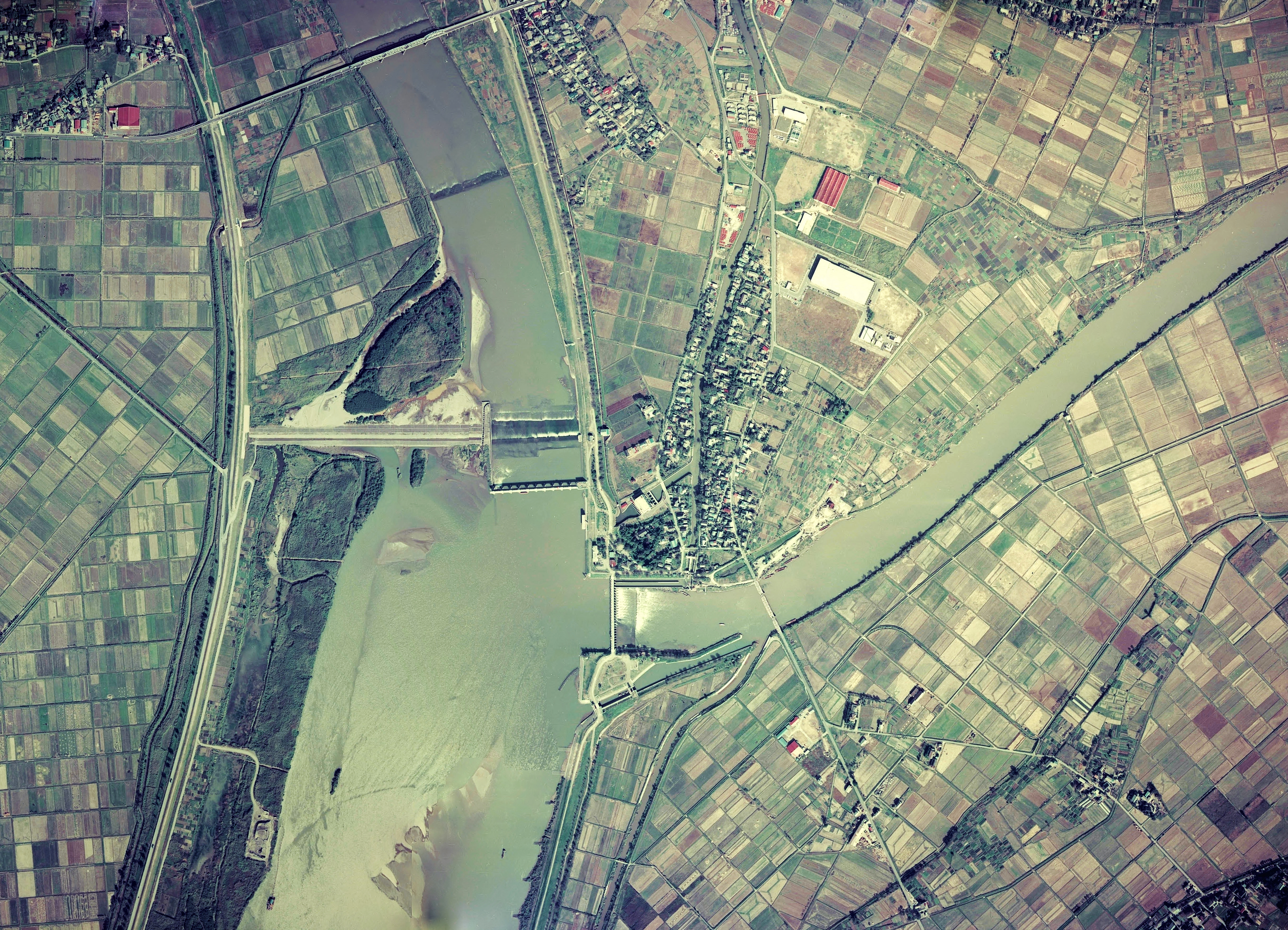
大河津可動堰付近の空中写真。信濃川の水流は画像下方より上方（大河津分水路）、右上方（信濃川本流）へそれぞれ流れる。分岐部から右上方へ流れるのが信濃川の本流。分岐部から上方へ流れる川幅の広い方が大河津分水路である。1975年撮影の3枚を合成作成。
。

大河津可動堰（おおこうづかどうぜき）は、新潟県燕市を流れる一級河川・大河津分水路の堰（可動堰）である。国土交通省が維持および管理を行う国土交通省直轄ダムに指定されており、管理業務は同省北陸地方整備局信濃川河川事務所が行っている。

## 概要
2011年（平成23年）11月23日に供用を開始した現在の可動堰は、径間長44.45メートル (m)（純径間37.95 m）の6径間から構成されており、全堰長は293.1 m（魚道含む）、橋脚の幅は4.0 m、ゲート（水門）の形式はラジアルゲートである。堰の上部には管理橋が併設されているが、通常時は関係者以外は許可なく立ち入りできない。
供用を終了した旧可動堰は、径間長18.0 m（純径間長14.5 m）の10径間から構成されており、全堰長は180 m、橋脚の幅は3.5 m、ゲート（水門）の形式は引上げ式ゲート（ストーニーゲート）を採用している。堰の上部には管理橋が併設されていた。左岸側には可動堰と並列する形で固定堰が併設されていた。
旧可動堰直下流の右岸側は高水敷（河川敷）が無く、洪水時には右岸堤防に直接洪水が当たる水衝部となっており、水当たりが集中していた。また小千谷地点より下流区間では流水能力が最も小さくなるなど、運用上の問題点があった。さらに供用開始から約80年を経過し、著しく老朽化が進んだため、特定構造物改築事業として旧可動堰から約400 m下流に於いて2003年（平成15年）から現可動堰の建設が始まり、2011年（平成23年）に完成、同年11月23日に通水式を行い供用を開始した。現可動堰は、旧可動堰と比較して流水能力が最大で毎秒約600立方メートル (m3)上昇した。

### 機能
大河津分水路に跨る大河津可動堰と、信濃川に跨る洗堰が一体となって、信濃川の流水量を調節している。
- 通常時
洗堰を開き、下流域の用水として毎秒約270 m3を放流し、その他の水の大部分を可動堰から大河津分水路を通して日本海へ流す。
- 下流域洪水時
洗堰を閉じ、可動堰を開け、全量を直接日本海へ流す。
- 上流域洪水時
下流域が洪水でない場合は洗堰を開き、洪水の場合は洗堰を閉じ、上流からきた洪水は大河津分水路を通して日本海へ流す。

## 沿革
- 1922年（大正11年）8月25日 - 大河津分水路通水。
- 1927年（昭和2年）6月24日 - 大河津可動堰の前身である自在堰が壊れて大きな被害を受け、補修工事に着手。
- 1931年（昭和6年）6月20日 - 可動堰完成。2基の床固と4基の床留完成。
- 1973年（昭和48年） - 第二床固副堰堤完成。
- 1982年（昭和57年）9月13日 - 大河津（旧三島郡寺泊町）で観測史上最高水位（16.23m）を記録。
- 2003年（平成15年） - 大河津可動堰改築事業に着手。
- 2006年（平成18年） - 大河津可動堰本体工事発注。大河津分水可動堰改築工事起工式開催。
- 2011年（平成23年） - 大河津可動堰完成。通水式開催。

## 危機管理
- 大河津可動堰の直近には国土交通省北陸地方整備局信濃川河川事務所大河津出張所があり、分流している信濃川に跨る洗堰と共に、24時間体制で河川と堰の監視を行っている。
- 大河津観測所の水位[1]によって、4段階の警戒レベルが定義されている。
レベル1 水位12.5 m 水防団待機水位・水防団が出動のために待機する水位。
レベル2 水位13.4 m 氾濫注意水位・住民の氾濫に関する情報への注意喚起、水防団の出動の目安。
レベル3 水位15.2 m 避難判断水位・住民の避難判断の参考。
レベル4 水位16.1 m 氾濫危険水位・洪水により相当の家屋浸水等の被害が生じる氾濫の恐れがある水位。
- 大河津可動堰が決壊した場合を想定した氾濫被害の予測を、国土交通省北陸地方整備局信濃川工事事務所が、ハザードマップとして提供を行っている「1/150確率流水時の氾濫シミュレーション」によると、可動堰右岸の堤防が決壊した場合の想定被害[2]は次の通り。
被害人口 約14万人
被害世帯 約4万世帯
浸水面積 約2.4万ヘクタール
総被害額 約2兆3千億円
- 2011年に完成した新可動堰は、新潟県中越地震クラスの地震にも耐えられる設計を導入し、より高いレベルの震度にも対応した構造となる。

## 画像

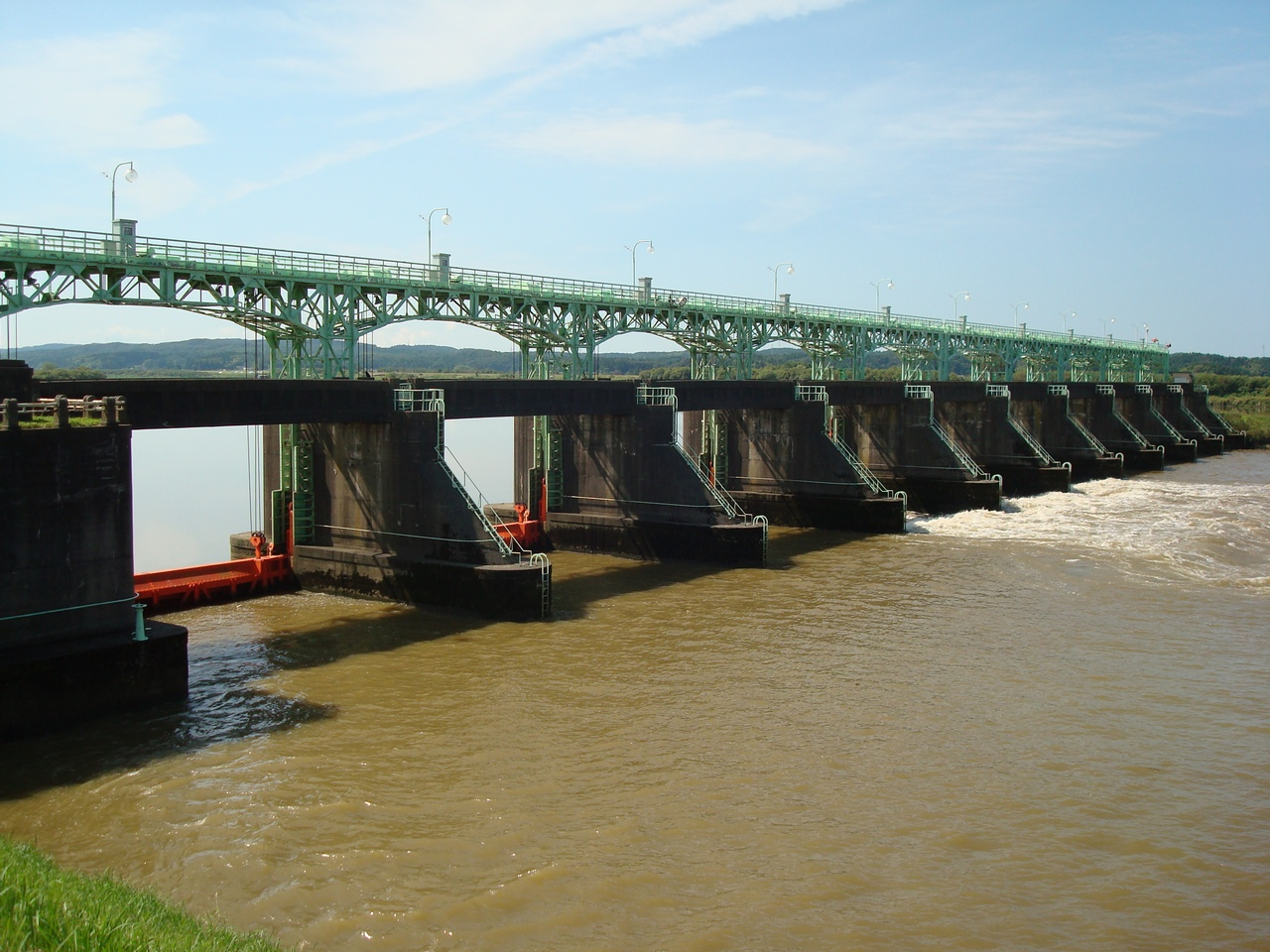
旧可動堰近景（下流側）
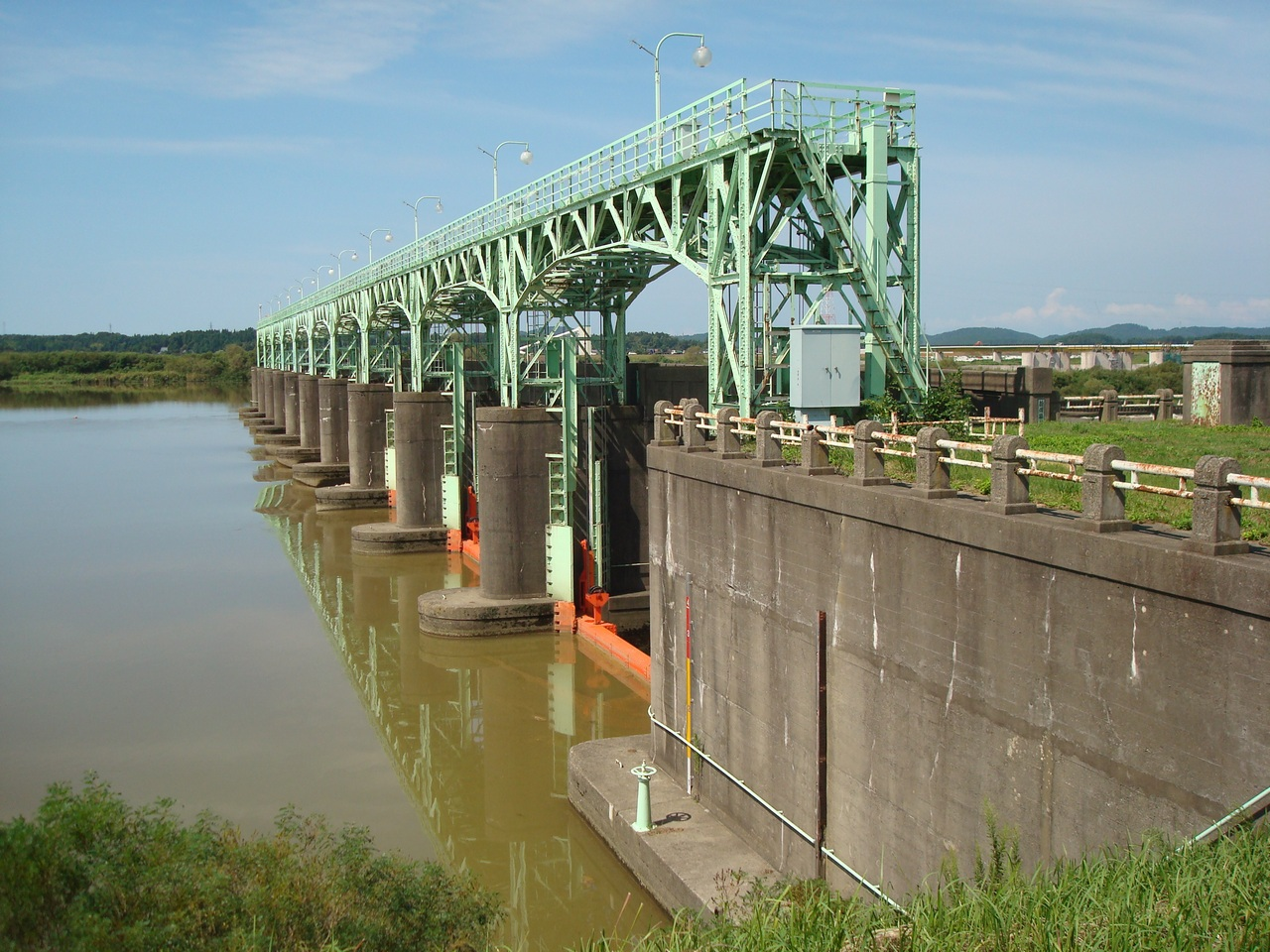
旧可動堰近景（上流側）
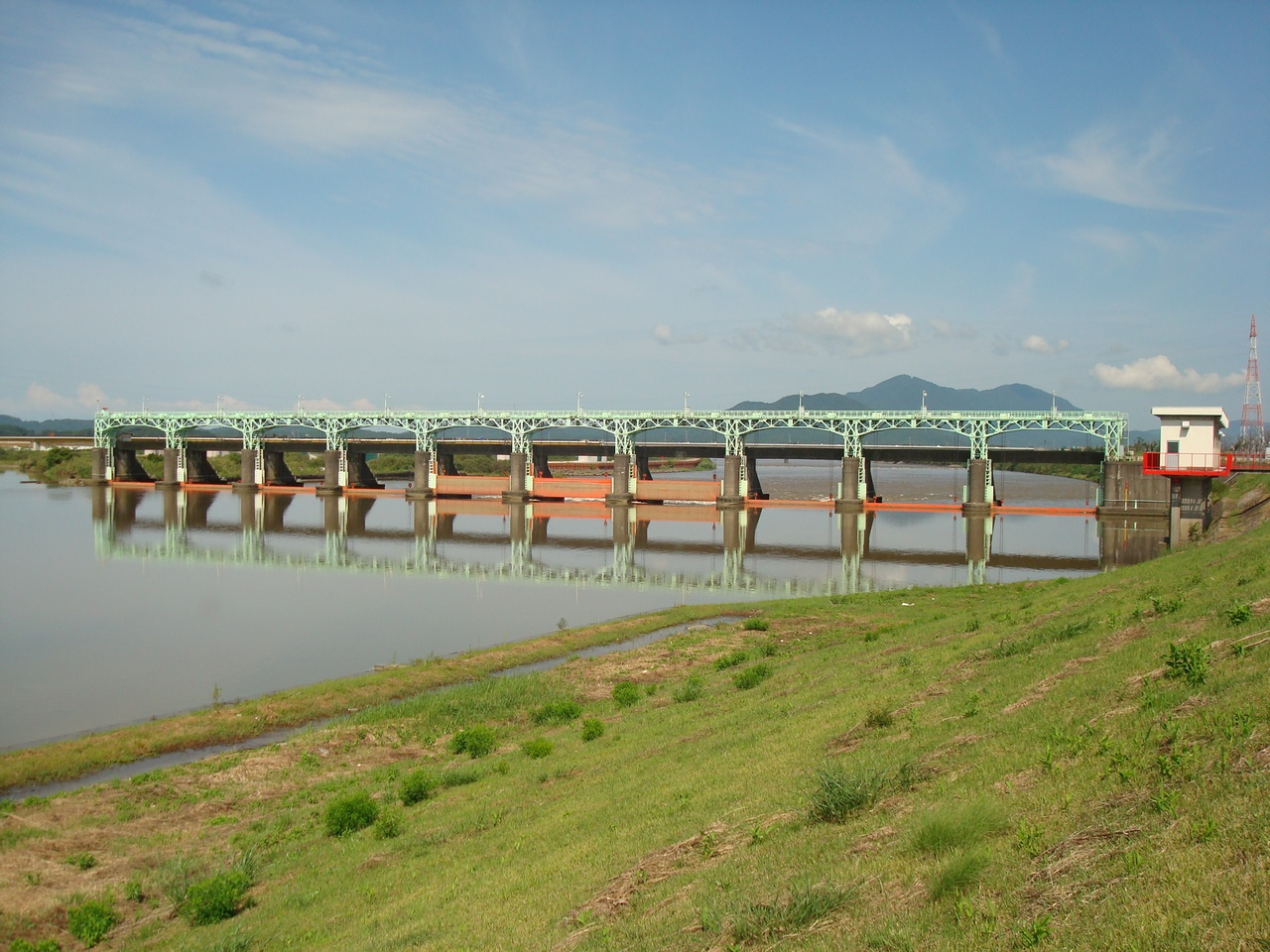
旧可動堰全景（上流側）
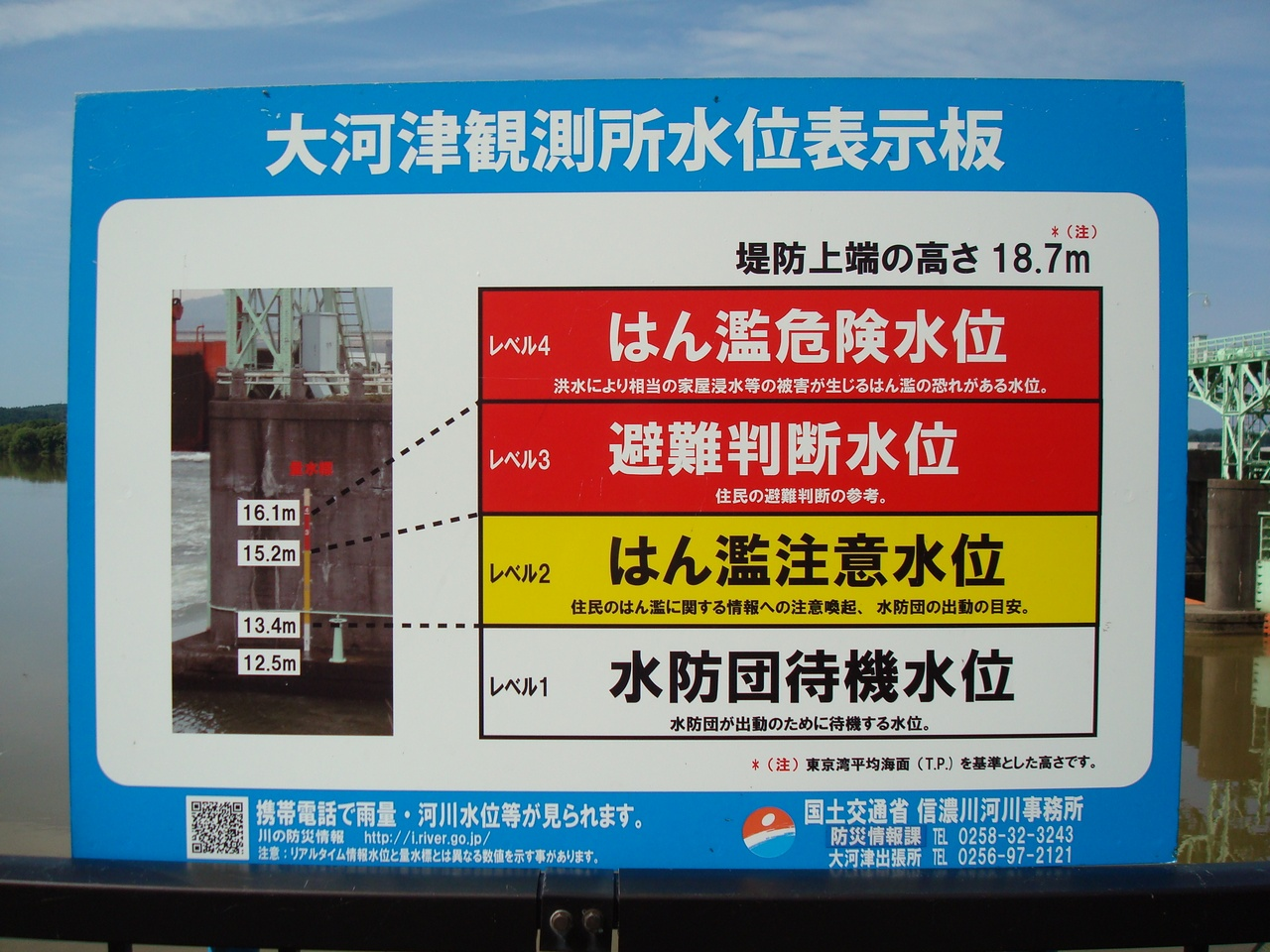
水位表示板
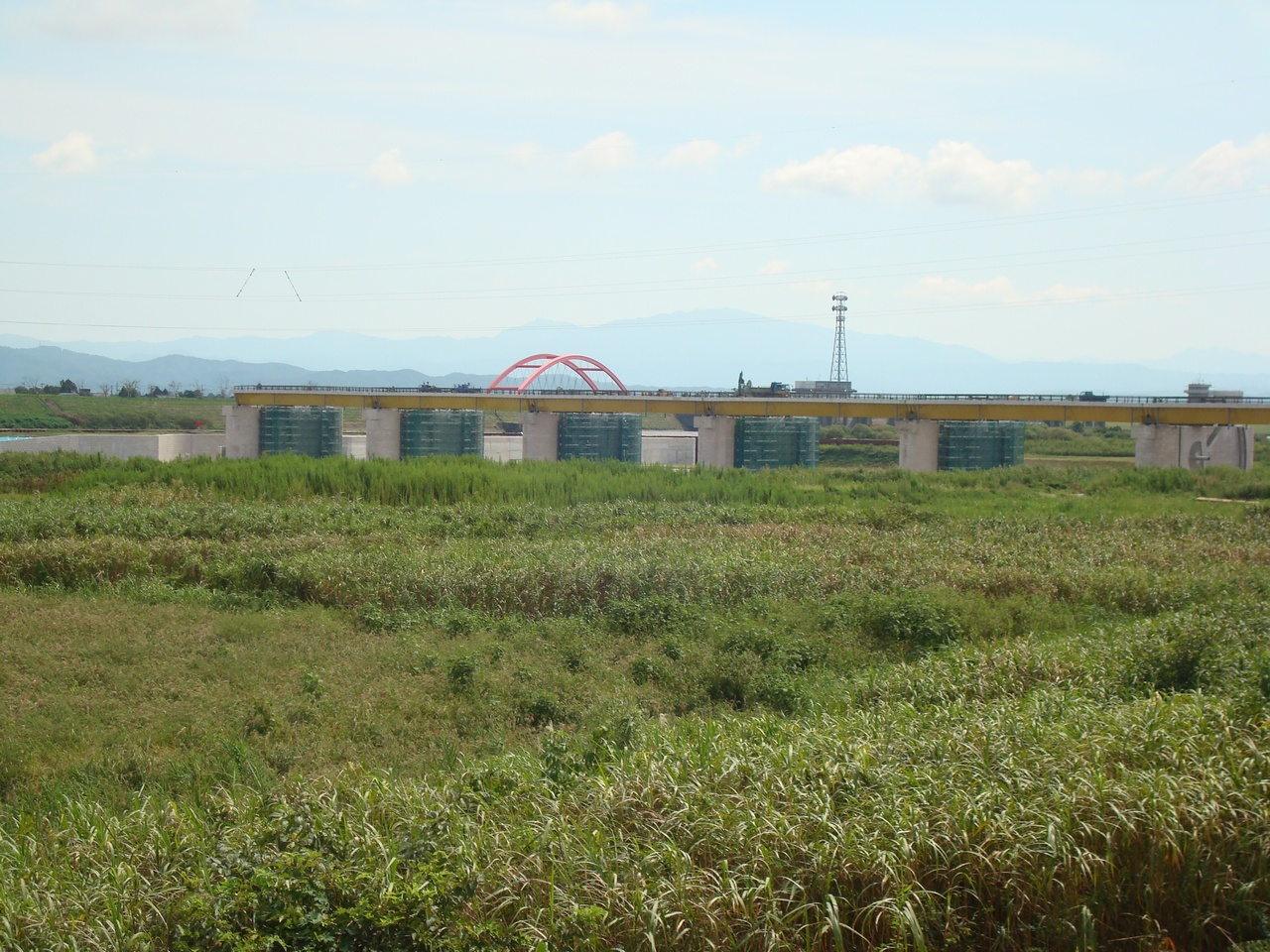
建設中の新可動堰（2010年（平成22年）9月18日撮影）